# АнтиНАТО (Державна Дума)
«АнтиНАТО» — позафракційне об'єднання депутатів Державної думи Російської Федерації другого скликання. Основним пунктом програми об'єднання була протидія планам західного військового блоку НАТО в просуванні на схід.
Про створення об'єднання було оголошено в січні 1997 року. Ініціаторами створення виступили Сергій Бабурін і Сергій Глотов. У тексті заяви про створення об'єднання, опублікованого в додатку до стенограми Думи за 24 січня 1997 року, стояло 110 підписів (109 депутатів Держдуми і одна — члена Ради Федерації М. Г. Кондратенко). 12 лютого на загальних зборах групи було обрано координаційну раду. До початку квітня до об'єднання приєдналися 46 членів Ради Федерації. До 11 квітня 1997 року об'єднання нараховувало більше 250 депутатів Держдуми. У групі складалися 4 (з 6) віце-спікерів Думи, голови 17 з 28 комітетів і Мандатної комісії.
У квітні 1997 року об'єднання закликало президента Єльцина до середини травня надати до Держдуми «комплексну національну програму протидії експансії НАТО на Схід», заявивши, що Росія стикається «з найсерйознішою зовнішньою загрозою її існуванню за останні 50 років» і це вимагає «великої зібраності від нації та її керівників, колективної роботи всіх гілок влади, забезпечення єдності суспільства, припинення діяльності пронатівського лобі в засобах масової інформації».
У 2004 році фракція «Родина» мала намір відновити в Держдумі діяльність об'єднання.

## Координаційна рада
- Бабурін Сергій Миколайович (заступник голови Держдуми, Народовладдя)
- Глотов Сергій Олександрович (Народовладдя)
- Безбородов Микола Максимович (Народовладдя)
- Миронов Олег Орестович (КПРФ)
- Кривельска Ніна Вікторівна (ЛДПР)
- Бенова Геннадій Матвійович (КПРФ)
- Бурдуков Павло Тимофійович (Аграрії)
- Севастьянов, Віталій Іванович (КПРФ)
- Михайлов Олександр Миколайович (КПРФ)
- Чуркін Геннадій Іванович (Аграрії)
- Андрєєв Олексій Петрович (НДР)
- Куєвда Григорій Андрійович (КПРФ)
- Чилінгаров Артур Миколайович (заступник голови Держдуми, Російські регіони)
- Мартинов Олександр Гаврилович (НДР)